# Ішкембе чорбаси
Ішкембе чорбаси (тур. İşkembe çorbası, від Işkembe — тельбух або рубець, çorba — суп; болг. і мак. шкембе чорба) — суп з тельбуха. З перської shekambe (شکمبه, «рубець») і shurba (شوربا, «суп»). Традиційна страва турецької, болгарської, македонської, сербської та боснійської кухонь.
У Туреччині ишкембе чорбаси зазвичай готують з овечого або яловичого рубця і їдять з оцтово-часниковим соусом, або з додаванням яєчно-лимонного соусу тербіє (terbiye). Страву можна приготувати з різних частин шлунка, зустрічаються назви: tuzlama, işkembe, şirden і damar. Як і в деяких інших країнах, суп розглядається як хороший засіб від похмілля і часто зустрічається в новорічних меню. Вперше це зафіксовано в 1800-х роках, коли страву охарактеризували як популярний серед османів суп, що вживається після раки. Аналогічний суп з рубця або тельбуха готують у Греції (skembés, σκεμπές), Болгарії (шкембеджийница), Румунії (ciorbă de burtă) і на Балканах (шкембе чорба). У Туреччині й на Балканах його вважають національним супом.

## Приготування
Тельбух тривало відварюють до готовності, нарізують, додають ру і бульйон, часник, а також спеції. У рецептах серед складників зустрічається паприка, сметана, молоко, бекон.